# Ấn Độ thuộc địa
Ấn Độ thuộc địa (tiếng Hindi: औपनिवेशिक भारत) là phần Tiểu lục địa Ấn Độ bị các cường quốc thực dân châu Âu chiếm đóng trong Kỷ nguyên Khám phá. Kỷ nguyên này đã khiến các quốc gia châu Âu tìm kiếm sự giàu có và các tuyến thương mại tại Ấn Độ, đặc biệt là đối với gia vị. Các chuyến đi của Christopher Columbus đến châu Mỹ vào năm 1492 ban đầu nhằm tìm một con đường đến Ấn Độ. Ngay sau đó, Vasco da Gama của Bồ Đào Nha đã thiết lập lại thương mại trực tiếp với Ấn Độ bằng cách đi vòng qua mũi Hảo Vọng châu Phi và đến Calicut khoảng năm 1497-1499. Sự xuất hiện của Vasco da Gama đánh dấu sự quan tâm bắt đầu đến thuộc địa châu Âu tại Ấn Độ. Bồ Đào Nha là một trong những quốc gia đầu tiên thiết lập chỗ đứng, sau đó là Hà Lan. Người Hà Lan đã biến Ceylon (nay là Sri Lanka) thành căn cứ chính của họ, nhưng sự mở rộng của họ vào Ấn Độ bị hạn chế sau khi họ thất bại trong Trận Colachel trước Vương quốc Travancore trong Chiến tranh Travancore–Hà Lan.
Sau Bồ Đào Nha và Hà Lan, các cường quốc châu Âu khác, bao gồm Cộng hòa Hà Lan, Anh, Pháp và Đan Mạch–Na Uy, đã thiết lập các điểm giao thương tại Ấn Độ trong thế kỷ 17. Các cường quốc này đã lợi dụng sự suy yếu từ Đế chế Mughal và sự suy tàn sau này của Đế chế Maratha để giành ảnh hưởng đối với các tiểu quốc trong Ấn Độ khác nhau. Vào cuối thế kỷ 18, Anh và Pháp đã cạnh tranh để thống trị Ấn Độ, thường thông qua các tiểu vương Ấn Độ trung gian và tham gia vào các cuộc xung đột quân sự trực tiếp. Thất bại của Tipu Sultan vào năm 1799 đã làm giảm đáng kể ảnh hưởng của Pháp, cho phép Anh mở rộng kiểm soát trên phần lớn Ấn Độ.
Đến giữa thế kỷ 19, Anh đã thiết lập quyền kiểm soát trực tiếp hoặc gián tiếp trên hầu hết toàn bộ tiểu lục địa Ấn Độ. Ấn Độ thuộc Anh trở thành một phần quan trọng của Đế quốc Anh, thường được gọi là "viên ngọc trong vương miện của Anh". Mặc dù là thuộc địa, Ấn Độ vẫn đóng vai trò tích cực trong các công việc quốc tế, là thành viên sáng lập của Hội Quốc Liên và Liên Hợp Quốc, và tham gia vào nhiều kỳ Thế vận hội Mùa hè.
Năm 1947, Ấn Độ giành được độc lập khỏi sự cai trị của Anh, dẫn đến sự phân chia tiểu lục địa thành Liên bang Ấn Độ và Liên bang Pakistan, trong đó Pakistan được tạo ra như một nhà nước riêng biệt cho người Hồi giáo..

## Bồ Đào Nha

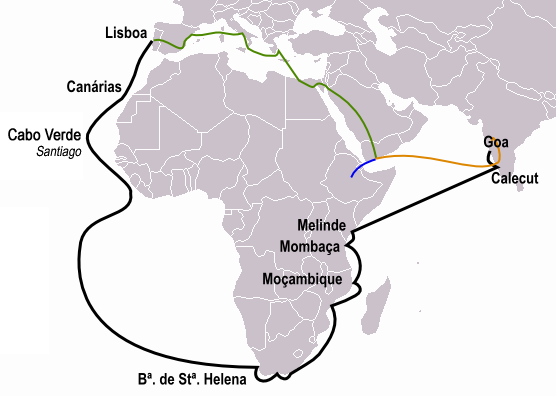
Con đường Vasco da Gama đã đi để đến Calicut (màu đen) vào năm 1498, cũng khám phá ra tuyến đường biển từ Châu Âu đến Ấn Độ và cuối cùng mở đường cho việc châu Âu thực dân hóa tiểu lục địa Ấn Độ.

Người Bồ Đào Nha, dưới sự chỉ huy của Vasco da Gama, lần đầu tiên đến Ấn Độ vào tháng 5 năm 1498, đóng tại Calicut (ngày nay là Kerala). Vasco da Gama đã được Saamoothiri Rajah (Zamorin) Quốc vương Calicut tiếp đón với lòng hiếu khách truyền thống, nhưng các cuộc đàm phán để thiết lập một trạm giao thương của Bồ Đào Nha ban đầu không thành công. Yêu cầu của Gama để lại một thương nhân (factor) tại Calicut đã bị từ chối, và căng thẳng nảy sinh do Zamorin yêu cầu người Bồ Đào Nha phải nộp thuế hải quan. Mặc dù quan hệ căng thẳng với Zamorin, người Bồ Đào Nha đã thành công trong việc thành lập một liên minh với Vương quốc Tanur (Vettathunadu), một quốc gia chư hầu dưới sự cai trị của Zamorin. Tiểu vương Tanur cũng ủng hộ Vương quốc Cochin chống lại Calicut. Tuy nhiên, liên minh này khá lỏng lẻo; trong Trận Cochin năm 1504, lực lượng Tanur đã chiến đấu cho Zamorin chống lại người Bồ Đào Nha.
Francisco de Almeida được bổ nhiệm làm Phó vương đầu tiên Ấn Độ thuộc Bồ Đào Nha vào năm 1505, và trong nhiệm kỳ Almeida, người Bồ Đào Nha đã thiết lập quyền thống trị tại Kochi (Cochin) và xây dựng các pháo đài dọc theo Bờ biển Malabar. Tuy nhiên, sự mở rộng của Bồ Đào Nha gặp phải sự kháng cự, đặc biệt là từ hải quân Zamorin do Kunjali Marakkars lãnh đạo, người đã tổ chức cuộc phòng thủ hải quân đầu tiên trên bờ biển Ấn Độ chống lại Bồ Đào Nha. Sự kháng cự của Kunjali Marakkars rất đáng kể, dẫn đến nhiều trận chiến, bao gồm cả thất bại Bồ Đào Nha tại Pháo đài Chaliyam vào năm 1571.
Sự hiện diện của Bồ Đào Nha tại Ấn Độ được đánh dấu bằng việc thành lập trung tâm thương mại châu Âu đầu tiên tại Quilon (Kollam) vào năm 1502, điều này thường được coi là sự khởi đầu của thời kỳ thuộc địa ở Ấn Độ. Dom Francisco de Almeida và sau đó là Dom Afonso de Albuquerque, người trở thành phó vương vào năm 1509, đã đóng vai trò quan trọng trong việc củng cố quyền kiểm soát của Bồ Đào Nha. Việc Albuquerque chiếm Goa vào năm 1510 đã đánh dấu một sự mở rộng đáng kể ảnh hưởng của Bồ Đào Nha. Ông cũng thúc đẩy chính sách kết hôn giữa những người đàn ông Bồ Đào Nha và phụ nữ địa phương cải đạo sang Công giáo, dẫn đến sự pha trộn văn hóa và sắc tộc đáng kể trong khu vực.

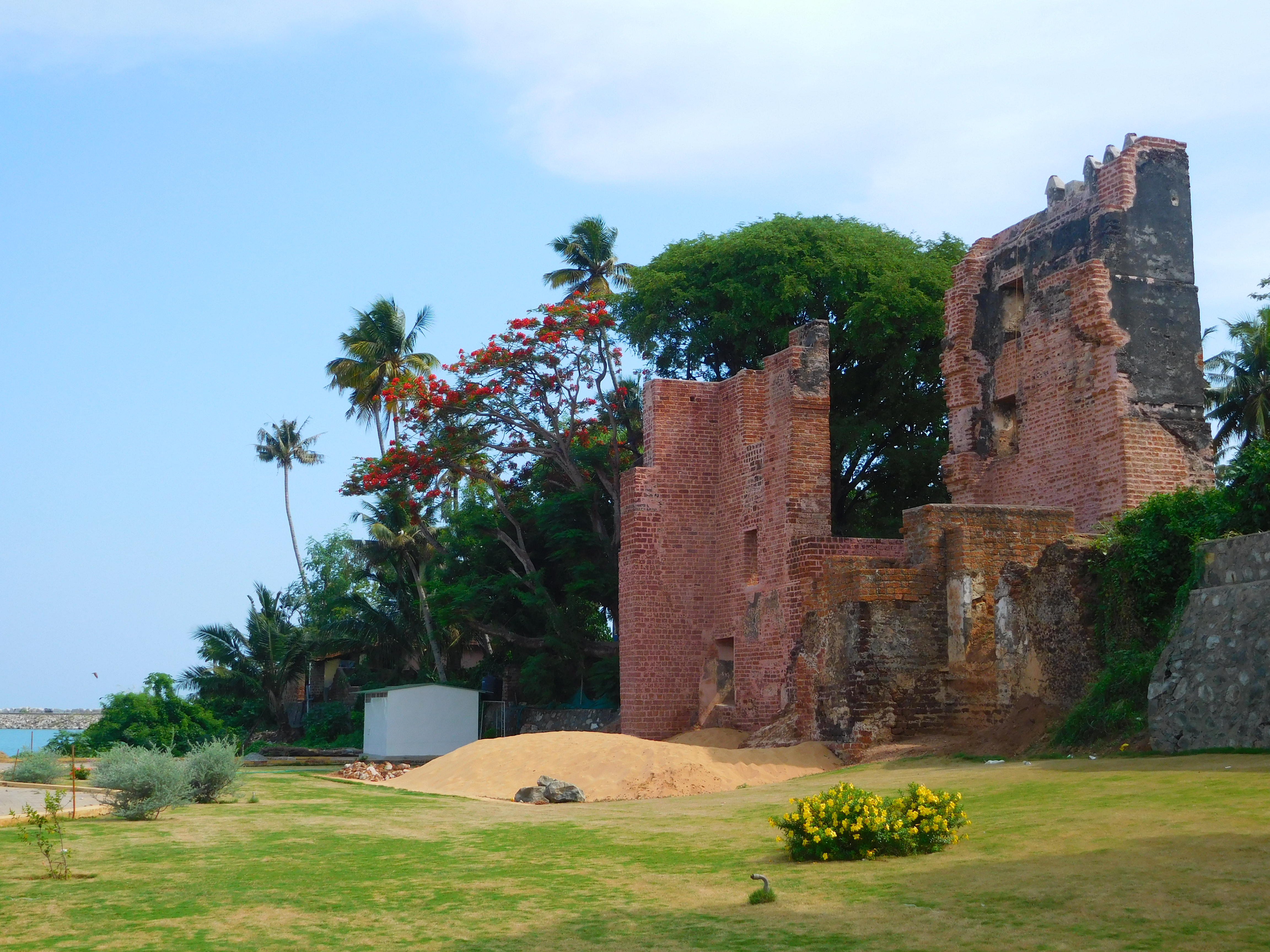
Tàn tích Pháo đài St.Thomas do Bồ Đào Nha xây dựng tại Tangasseri ở thành phố Kollam, được thành lập vào năm 1518

Sự cai trị của Bồ Đào Nha ở Ấn Độ đã đối mặt với sự kháng cự, bao gồm cả âm mưu Pinto vào năm 1787, cuộc nổi dậy đầu tiên chống lại quyền lực Bồ Đào Nha. Mặc dù có sự hiện diện lâu dài tại Ấn Độ, sự cai trị thuộc địa của người Bồ Đào Nha cuối cùng đã chấm dứt khi Goa sáp nhập vào Ấn Độ vào ngày 19 tháng 12 năm 1961. Bồ Đào Nha đã đóng vai trò quan trọng trong việc thúc đẩy Công giáo ở Ấn Độ, tài trợ cho các nhà truyền giáo như Thánh Francis Xavier, người vẫn được tôn kính trong cộng đồng Công giáo Ấn Độ.

## Hà Lan

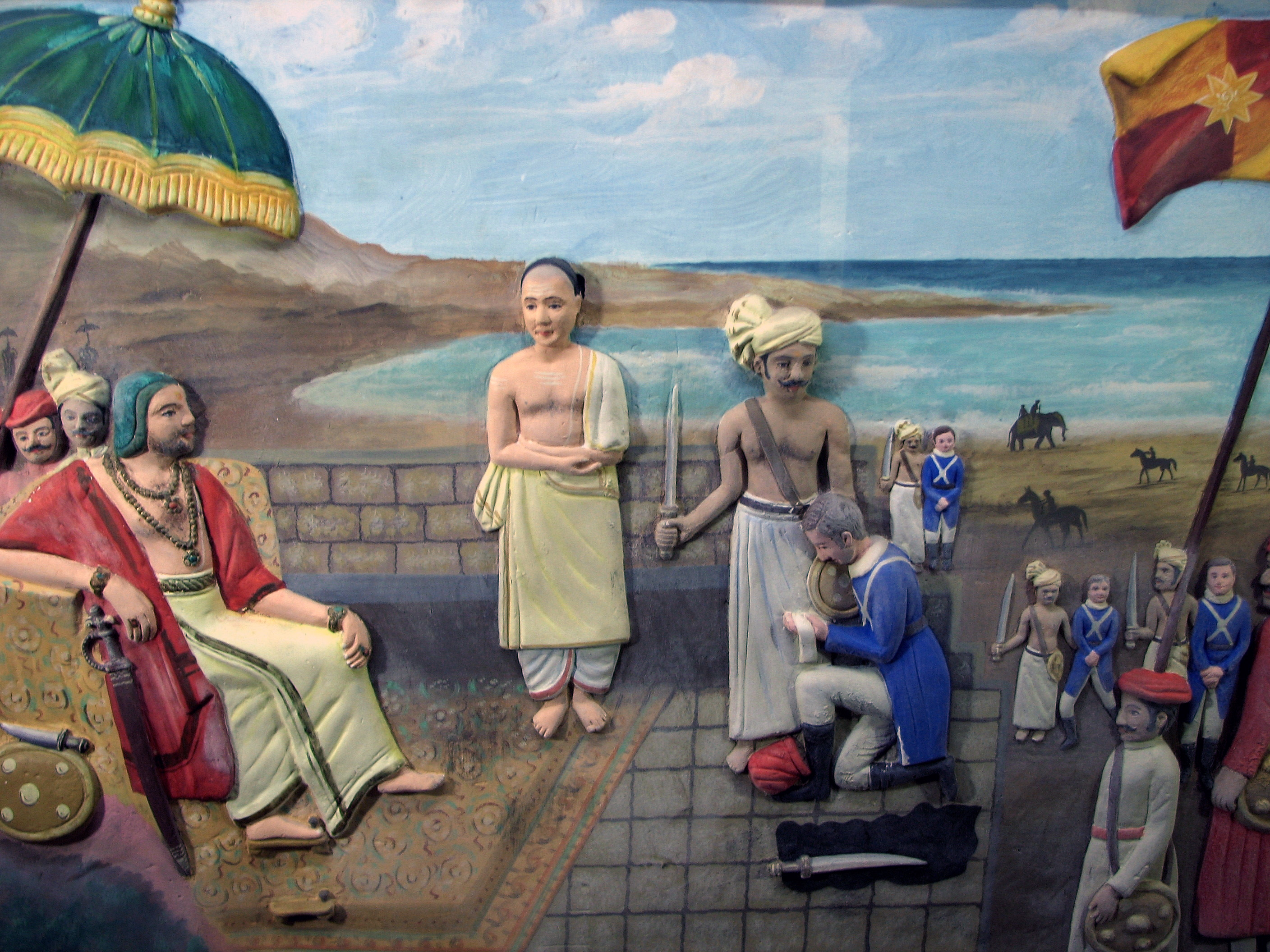
Eustachius De Lannoy Công ty Đông Ấn Hà Lan đầu hàng Maharaja Marthanda Varma Vương quốc Travancore sau Trận Colachel (Mô tả tại Cung điện Padmanabhapuram).

Công ty Đông Ấn Hà Lan đã thiết lập nhiều trạm giao thương dọc theo các vùng bờ biển của Ấn Độ. Tại Bờ biển Malabar, ở phía tây nam Ấn Độ, họ kiểm soát các địa điểm quan trọng như Pallipuram, Cochin, Quilon, Cannanore, Kundapura, Kayamkulam, và Ponnani. Tại Bờ biển Coromandel, ở phía đông nam, họ nắm giữ các vị trí ở Golkonda, Bhimunipatnam, Pulicat, Parangippettai, và Negapatnam. Ngoài ra, họ còn thiết lập sự hiện diện ở Surat (1616–1795) trên bờ biển phía tây. Người Hà Lan đã thành công trong việc giành quyền kiểm soát Ceylon (nay là Sri Lanka) từ tay người Bồ Đào Nha, mở rộng ảnh hưởng Hà Lan trong khu vực. Hà Lan cũng thiết lập các trạm giao thương ở các phần khác của Ấn Độ, bao gồm Travancore và bờ biển Tamil Nadu, và tại các khu vực ngày nay là Bangladesh, Tây Bengal, Odisha, và Myanmar. Sự mở rộng của Hà Lan tại Ấn Độ đã gặp phải trở ngại lớn trong Chiến tranh Travancore-Hà Lan, đặc biệt là trong Trận Colachel, nơi họ bị đánh bại bởi Vương quốc Travancore. Thất bại này đánh dấu một bước ngoặt, khiến người Hà Lan không bao giờ hồi phục hoàn toàn và ngừng là một cường quốc thuộc địa quan trọng tại Ấn Độ.
Hà Lan đã mất quyền kiểm soát Ceylon sau Đại hội Viên, diễn ra sau các cuộc Chiến tranh Napoléon. Trong giai đoạn này, Hà Lan tạm thời bị Pháp kiểm soát, dẫn đến việc các thuộc địa của Hà Lan, bao gồm cả Ceylon, bị người Anh chiếm đóng. Sau những thất bại này, Hà Lan chuyển hướng tập trung khỏi Ấn Độ, dành nhiều sự quan tâm hơn cho các thuộc địa tại Đông Ấn Hà Lan (nay là Indonesia), nơi họ tiếp tục duy trì ảnh hưởng đáng kể.

## Anh

### Cạnh tranh với Hà Lan
Đến cuối thế kỷ 16, Anh và Hà Lan bắt đầu thách thức sự độc quyền lâu dài của Bồ Đào Nha trong thương mại với châu Á. Cả hai quốc gia đều thành lập các công ty cổ phần tư nhân—Công ty Đông Ấn Anh vào năm 1600 và Công ty Đông Ấn Hà Lan vào năm 1602—để tài trợ và quản lý các chuyến thám hiểm thương mại của họ. Các công ty này nhằm tận dụng lợi nhuận khổng lồ từ buôn bán gia vị, với Hà Lan tập trung chủ yếu vào quần đảo Indonesia (được gọi là "Quần đảo Gia vị"), trong khi Anh coi Ấn Độ là thị trường quan trọng.

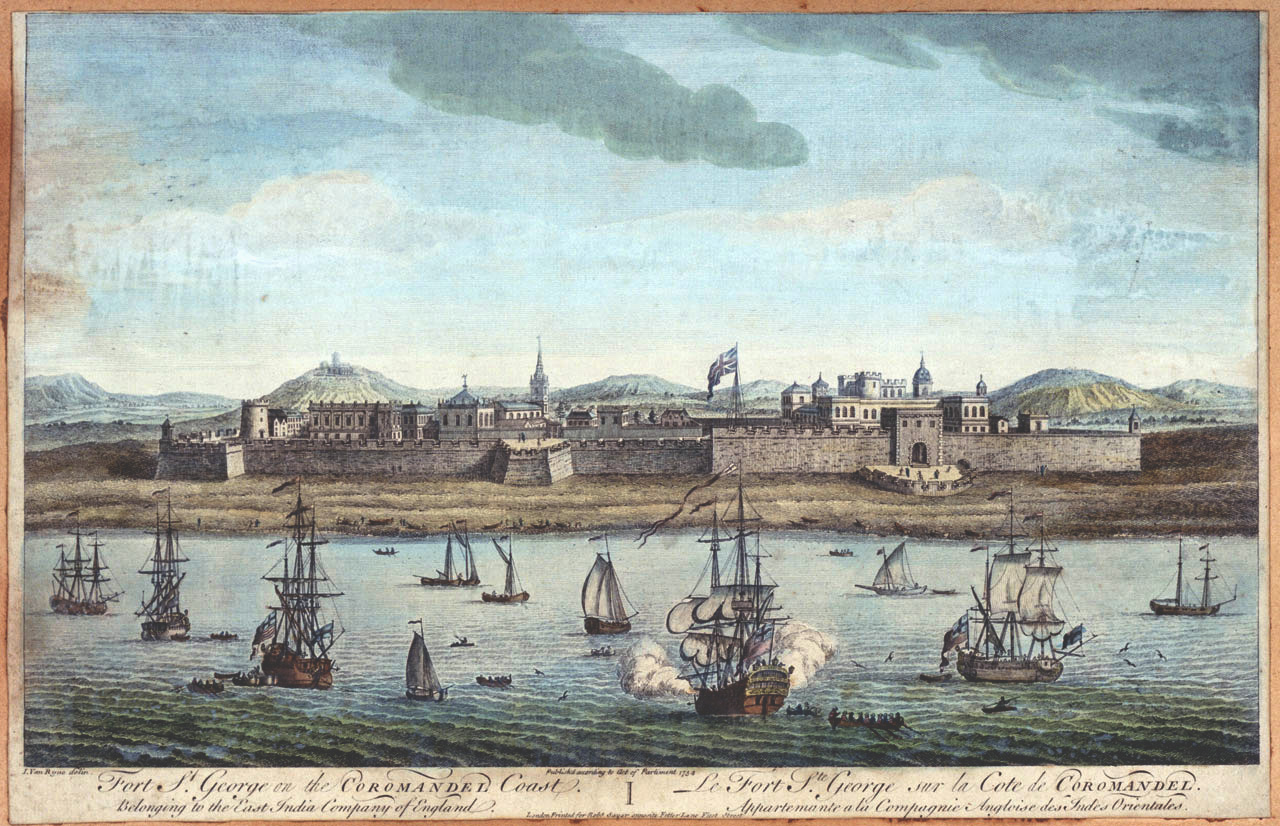
Pháo đài St.George được thành lập tại Madras vào năm 1639

Do vị trí địa lý gần gũi giữa London và Amsterdam cùng với sự cạnh tranh giữa hai quốc gia, xung đột giữa các công ty Anh và Hà Lan là điều không thể tránh khỏi. Ban đầu, người Hà Lan chiếm thế thượng phong tại quần đảo Maluku, một khu vực quan trọng trong buôn bán gia vị, sau khi người Anh rút lui vào năm 1622. Trong khi đó, Công ty Đông Ấn Anh lại thành công hơn tại Ấn Độ, đặc biệt là ở Surat, nơi họ đã thành lập một thương điếm vào năm 1613. Hệ thống tài chính tiên tiến hơn của Hà Lan, cùng với các chiến thắng trong ba cuộc Chiến tranh Anh-Hà Lan vào thế kỷ 17, đã giúp họ nổi lên như một cường quốc hải quân và thương mại thống trị ở châu Á. Người Hà Lan kiểm soát buôn bán gia vị tại quần đảo Indonesia, củng cố vị thế của họ trong khu vực.
Sự thù địch giữa Anh và Hà Lan phần lớn chấm dứt sau Cuộc Cách mạng Vinh quang năm 1688, khi hoàng tử Hà Lan William xứ Orange lên ngôi vua Anh. Sự kiện này đã mang lại hòa bình giữa hai quốc gia và dẫn đến sự phân chia lợi ích thương mại: người Hà Lan giữ quyền kiểm soát buôn bán gia vị tại quần đảo Indonesia, trong khi người Anh tập trung vào ngành công nghiệp dệt may ở Ấn Độ. Theo thời gian, buôn bán dệt may tại Ấn Độ trở nên có lợi hơn buôn bán gia vị. Đến năm 1720, Công ty Đông Ấn Anh đã vượt qua Hà Lan về doanh số bán hàng. Kết quả là, công ty Anh chuyển trọng tâm từ Surat, nơi trung tâm buôn bán gia vị, sang Pháo đài St.George (ngày nay là Chennai), một trung tâm chiến lược cho buôn bán dệt may đang phát triển của Anh.

### Công ty Đông Ấn Anh
Thời khắc quan trọng trong sự trỗi dậy của Công ty Đông Ấn Anh là Trận Plassey vào ngày 23 tháng 6 năm 1757. Mir Jafar, tổng chỉ huy quân đội Nawab xứ Bengal, đã âm mưu với người Anh, dưới sự chỉ huy của Robert Clive, để lật đổ Nawab. Mặc dù yếu thế hơn về số lượng, quân Anh đã chiến thắng nhờ sự phản bội của Mir Jafar trong trận chiến. Sau chiến thắng, Mir Jafar được thiết lập làm tiểu vương bù nhìn dưới sự kiểm soát của Anh, đánh dấu khởi đầu sự thống trị đế quốc Anh tại Nam Á. Trong suốt thế kỷ 19, chính sách của Anh tập trung vào việc mở rộng và củng cố sự kiểm soát đối với Ấn Độ, thuộc địa có giá trị nhất trong Đế quốc Anh. Công ty Đông Ấn đóng vai trò quan trọng trong việc mở rộng này, hợp tác với Hải quân Hoàng gia trong nhiều chiến dịch quân sự, bao gồm các chiến dịch ở Ai Cập, Java, Singapore, Malacca và Miến Điện.

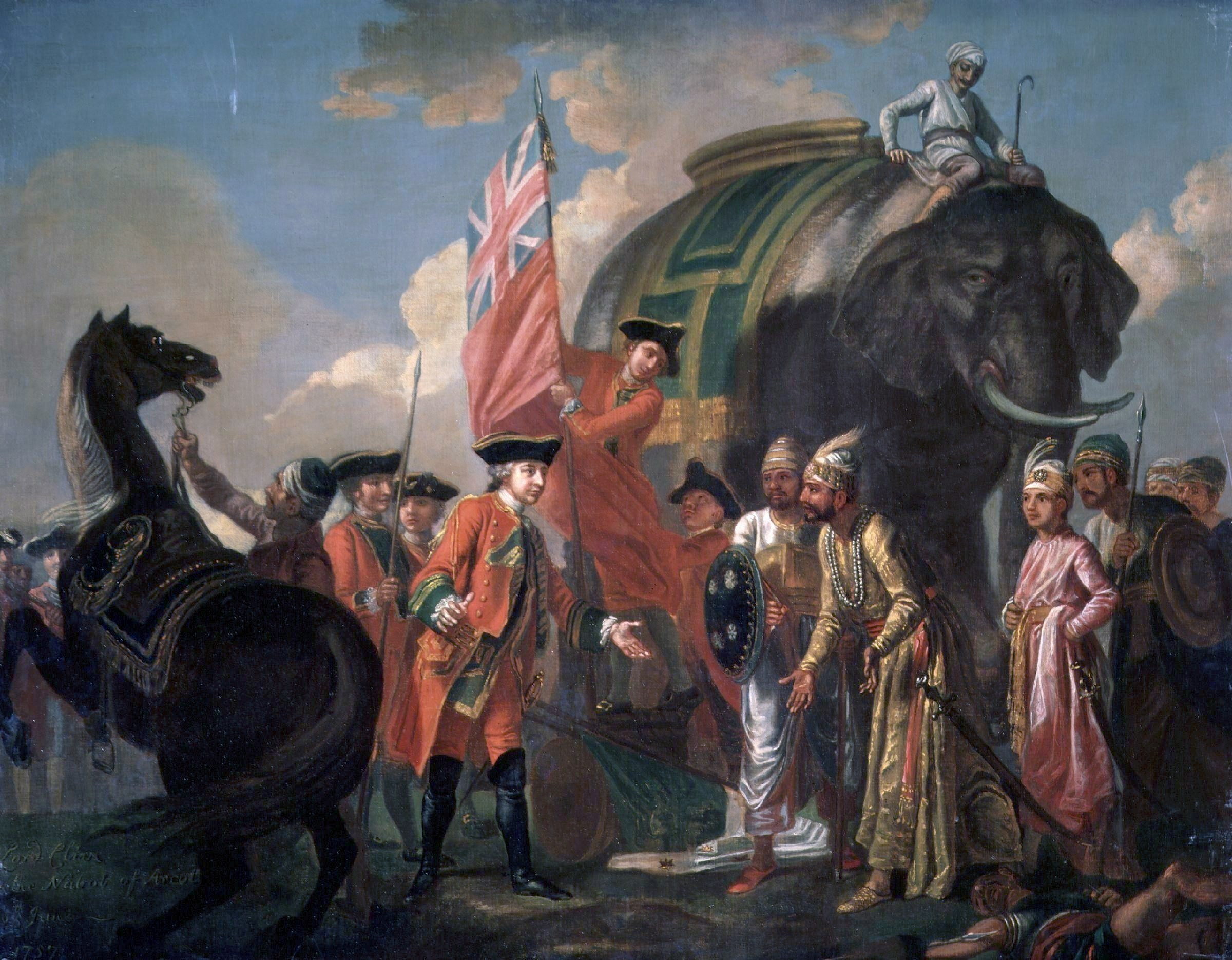
Huân tước Clive gặp Mir Jafar sau Trận Plassey bởi Francis Hayman, miêu tả cảnh Robert Clive gặp Mir Jafar sau trận Plassey. Chiến thắng tại Plassey đánh dấu sự khởi đầu của giai đoạn mở rộng Công ty, chứng kiến họ giành quyền kiểm soát tiểu lục địa Ấn Độ và Miến Điện trong thế kỷ tiếp theo.

Công ty Đông Ấn Anh tham gia sâu vào buôn bán thuốc phiện với Trung Quốc, bắt đầu từ những năm 1730. Thương mại này trở nên ngày càng có lợi nhuận và giúp cân bằng thâm hụt thương mại của Anh do nhập khẩu trà từ Trung Quốc. Tuy nhiên, khi chính quyền Trung Quốc cấm nhập khẩu thuốc phiện và tịch thu số lượng lớn vào năm 1839, xung đột đã leo thang thành Chiến tranh Nha phiến lần thứ nhất. Cuộc chiến kết thúc với Điều ước Nam Kinh, tái hợp pháp hóa buôn bán thuốc phiện và củng cố thêm ảnh hưởng của Anh ở châu Á.
Đến giữa thế kỷ 19, Công ty Đông Ấn Anh đã kiểm soát trực tiếp hoặc gián tiếp phần lớn Ấn Độ. Tuy nhiên, vào năm 1857, một cuộc nổi dậy của các binh sĩ Ấn Độ (sepoys) đã leo thang thành cuộc khởi nghĩa toàn quốc, được biết đến với tên Cuộc khởi nghĩa Ấn Độ năm 1857. Nguyên nhân cuộc nổi dậy này vẫn còn tranh cãi, nhưng bao gồm các chính sách bành trướng của Công ty như Quy chế Thâu hồi, sự phân biệt đối xử với người Ấn Độ trong việc làm, và sự bất mãn chung với việc cai trị của người Anh. Cuộc nổi dậy bị đàn áp tàn bạo với tổn thất nặng nề từ cả hai phía. Cuộc khởi nghĩa đã bộc lộ những điểm yếu trong quản trị của Công ty Đông Ấn Anh. Năm 1858, Vương quốc Anh đã nắm quyền kiểm soát trực tiếp Ấn Độ, chấm dứt sự cai trị của Công ty. Công ty Đông Ấn Anh chính thức bị giải thể vào năm 1858, và Nữ hoàng Victoria sau đó được tuyên bố là Nữ hoàng Ấn Độ vào năm 1876, đánh dấu sự bắt đầu của thời kỳ Ấn Độ thuộc Anh.

### Ấn Độ thuộc Anh
Vào cuối thế kỷ 19, Ấn Độ trải qua một loạt các vụ mùa thất bại nghiêm trọng dẫn đến các nạn đói lan rộng, gây ra cái chết của hàng chục triệu người. Chính quyền Anh, nhận thấy mối đe dọa mà các nạn đói này có thể gây ra cho bất ổn việc kiểm soát của Anh, đã bắt đầu chú trọng hơn đến việc ngăn ngừa nạn đói trong thời kỳ thuộc địa sớm dưới sự cai trị của Công ty Đông Ấn Anh. Tuy nhiên, các nỗ lực có cấu trúc và toàn diện hơn chỉ được thực hiện trong thời kỳ Ấn Độ thuộc Anh. Sau mỗi nạn đói, các ủy ban được thành lập để điều tra nguyên nhân và đề xuất chính sách nhằm ngăn ngừa các nạn đói trong tương lai. Tuy nhiên, các biện pháp này cần thời gian để phát huy hiệu quả và chỉ bắt đầu có kết quả vào đầu thế kỷ 20.

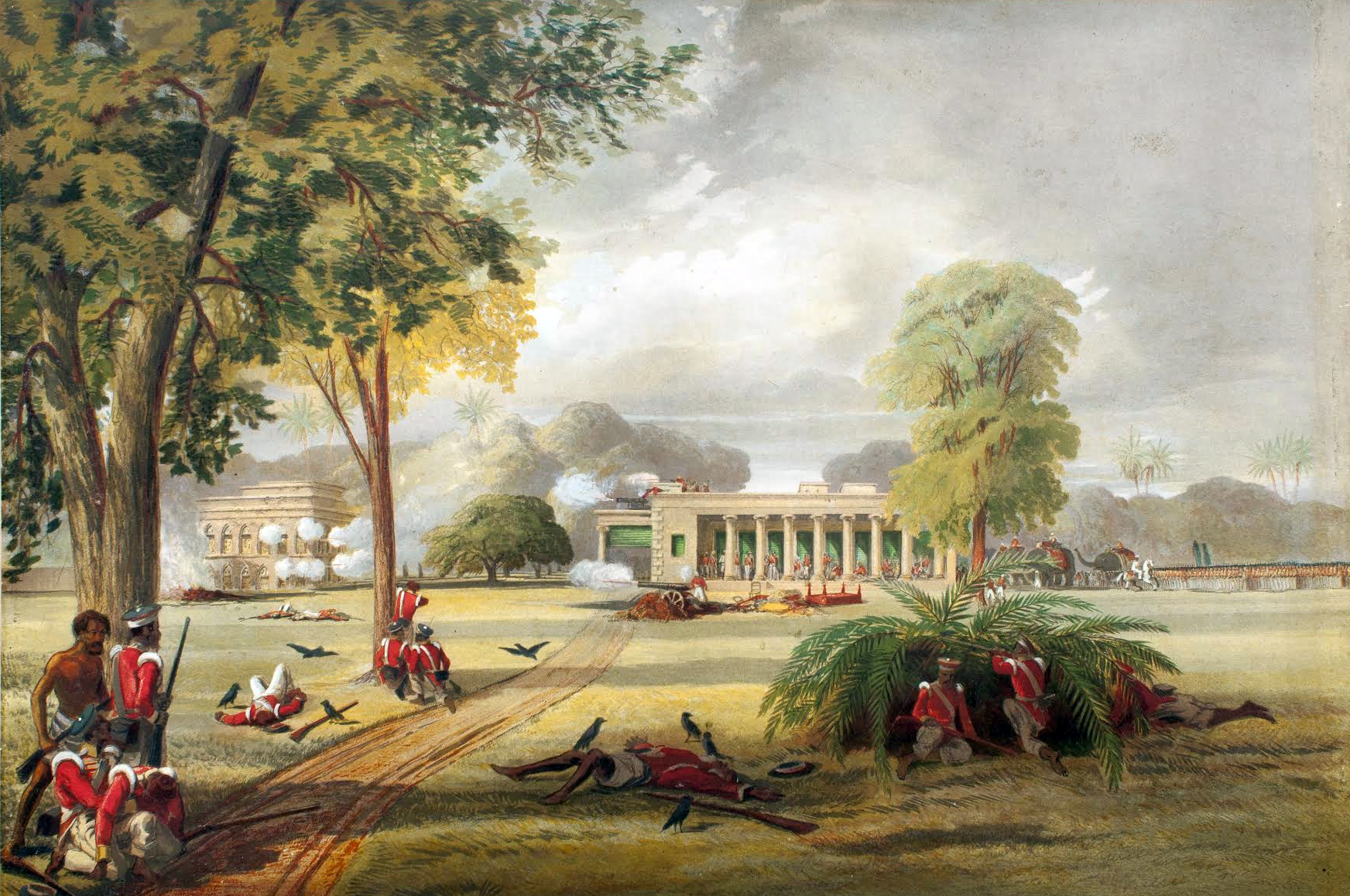
Bảo vệ Nhà Arrah, 1857 của William Tayler, mô tả cuộc bao vây Arrah trong cuộc nổi loạn của người Ấn năm 1857

Qua thời gian, một phong trào cải cách dần dần phát triển thành phong trào giành độc lập rộng lớn hơn của Ấn Độ. Ban đầu, phong trào này chủ yếu do những người ủng hộ "quyền tự trị" thuộc tầng lớp trung lưu lãnh đạo, những người mong muốn có sự tự quản lớn hơn trong khuôn khổ Đế quốc Anh. Tuy nhiên, trong Chiến tranh Thế giới thứ nhất, phong trào này đã biến đổi thành một phong trào quần chúng do Mahatma Gandhi lãnh đạo, người nổi tiếng với nguyên tắc bất bạo động và bất tuân dân sự. Trong khi Gandhi theo đuổi phương pháp bất bạo động, các nhà cách mạng khác như Bagha Jatin, Khudiram Bose, Bhagat Singh, Chandrashekar Azad, Surya Sen, và Subhas Chandra Bose lại chủ trương và sử dụng bạo lực trong cuộc đấu tranh chống lại sự cai trị người Anh. Mặc dù có phương pháp khác nhau, cả hai phe, bất bạo động và cách mạng, đều đóng góp đáng kể vào phong trào giành độc lập.

Bức ảnh chụp Mahatma Gandhi trong Cuộc diễu hành muối vào thời kỳ Raj thuộc Anh, sự kiện đã tạo động lực quan trọng cho phong trào giành độc lập của Ấn Độ.

Những nỗ lực bền bỉ của phong trào giành độc lập cuối cùng đã dẫn đến kết thúc sự cai trị thuộc địa Anh vào năm 1947. Ấn Độ bị chia cắt thành hai quốc gia độc lập là Pakistan và Ấn Độ, chính thức giành độc lập vào ngày 14 và 15 tháng 8 năm 1947.

## Pháp

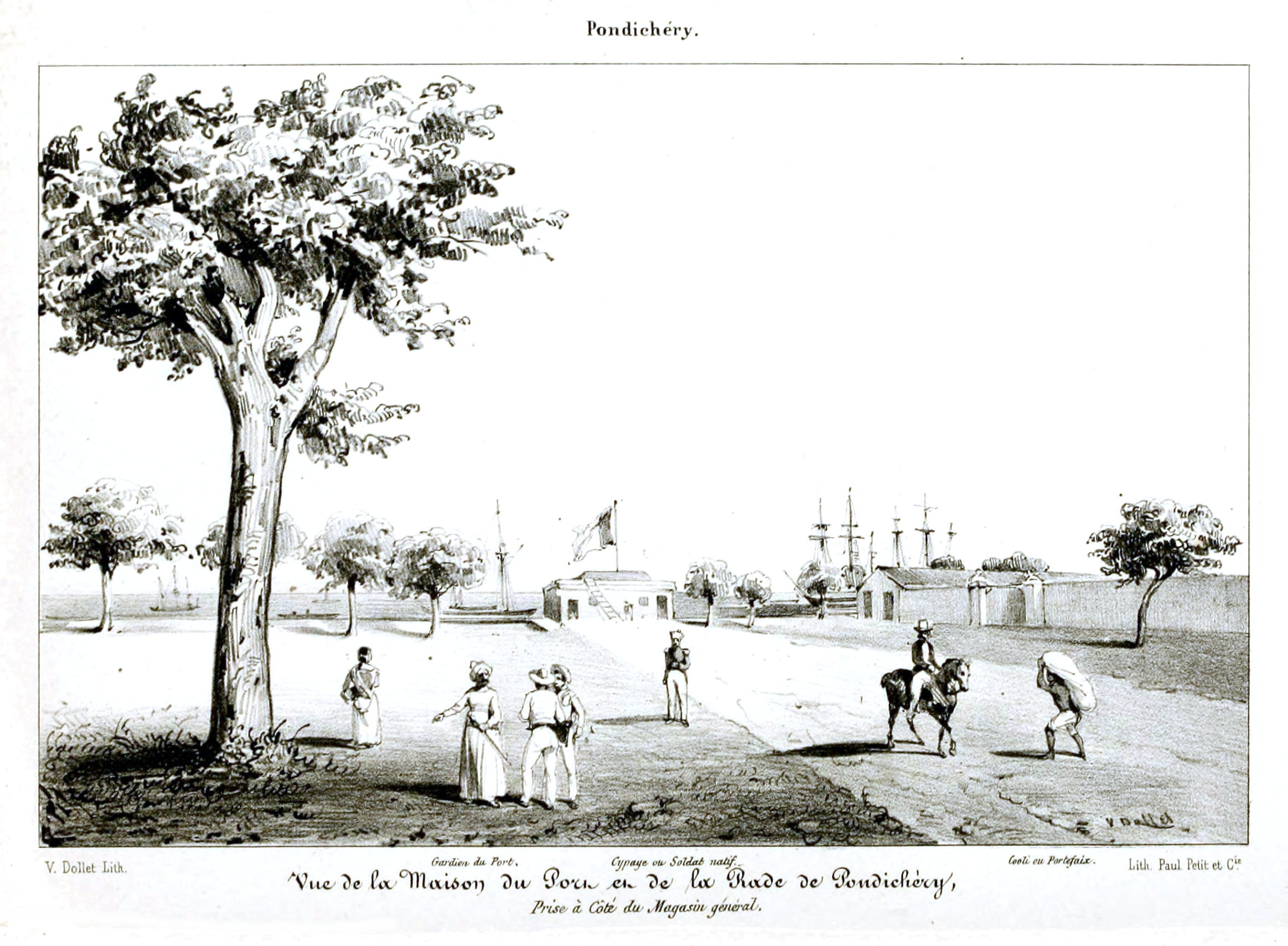
Cảnh quan Pondicherry năm 1843

Pháp thiết lập cơ sở thương mại đầu tiên Ấn Độ ở Pondicherry, nằm trên bờ biển Coromandel ở đông nam Ấn Độ vào năm 1674. Trong những thập kỷ tiếp theo, họ lập thêm nhiều khu định cư khác, bao gồm Chandernagore ở Bengal (1688), Yanam ở Andhra Pradesh (1723), Mahe trên bờ biển Malabar (1725), và Karaikal ở Tamil Nadu (1739). Pháp phải đối mặt với xung đột liên tục với các cường quốc châu Âu khác, đặc biệt là Hà Lan và sau đó là Anh. Đến giữa thế kỷ 18, Pháp đã thiết lập một số đồn điền ở miền nam Ấn Độ và ở các phần miền bắc Andhra Pradesh và Odisha. Những khu vực này trở thành chiến trường tranh giành quyền kiểm soát giữa Công ty Đông Ấn của Pháp và Anh.
Từ năm 1744 đến 1761, quân Anh và Pháp liên tục đụng độ, tấn công và chiếm đóng các pháo đài và thị trấn của nhau ở đông nam Ấn Độ và Bengal. Ban đầu, Pháp đạt được một số thành công, nhưng sau đó tình thế thay đổi có lợi cho Anh. Các trận chiến quyết định dẫn đến sự sụp đổ quyền lực Pháp tại Ấn Độ là Trận Plassey vào năm 1757, nơi người Anh đánh bại Nawab xứ Bengal được Pháp hỗ trợ, và Trận Wandiwash vào năm 1761, nơi quân Anh nghiền nát tham vọng quân sự của Pháp ở miền nam Ấn Độ.
Sau những thất bại này, Công ty Đông Ấn Anh trở thành quyền lực quân sự và chính trị thống trị ở cả miền nam Ấn Độ và Bengal. Trong những thập kỷ tiếp theo, người Anh mở rộng quyền kiểm soát của mình đối với các lãnh thổ Ấn Độ, trong khi ảnh hưởng của Pháp suy yếu. Mặc dù Pháp vẫn kiểm soát một số vùng đất nhỏ—Pondicherry, Karaikal, Yanam, Mahe, và Chandernagore—những vùng đất này có ý nghĩa hạn chế so với các lãnh thổ rộng lớn dưới sự kiểm soát của Anh. Những vùng đất này được trả lại cho Pháp vào năm 1816 sau các cuộc chiến tranh Napoleon nhưng vẫn chỉ là những đồn điền nhỏ cho đến khi được sáp nhập vào Cộng hòa Ấn Độ vào năm 1954.

## Đan Mạch

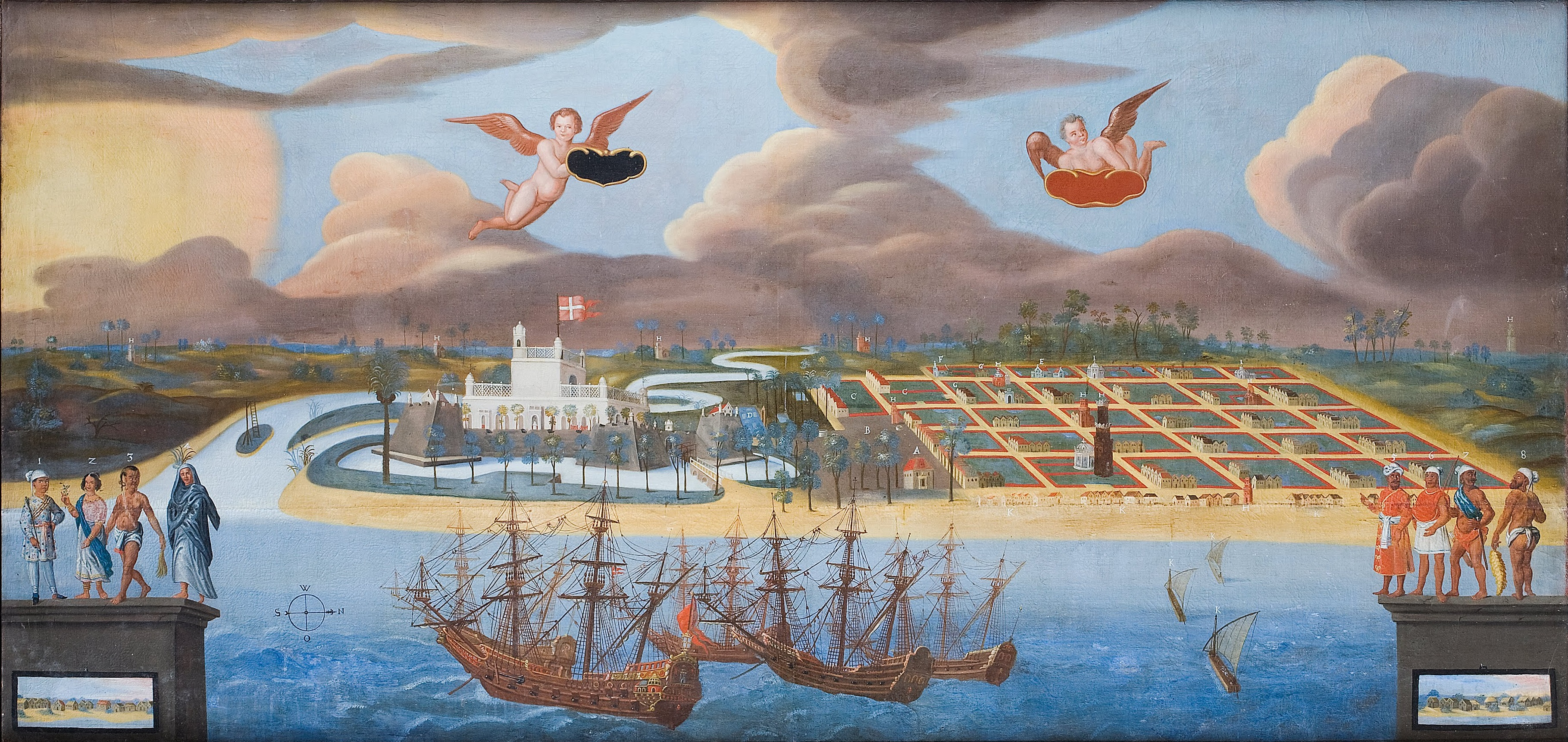
Pháo đài Dansborg tại Tranquebar, được xây dựng bởi Ove Gjedde, khoảng năm 1658

Đan Mạch-Na Uy đã duy trì một số nhà máy ở Ấn Độ trong hơn 200 năm, nhưng sự hiện diện Đan Mạch tại Ấn Độ không có ý nghĩa lớn đối với các cường quốc châu Âu khác vì họ không gây ra mối đe dọa về quân sự hoặc thương mại. Đan Mạch-Na Uy đã thành lập các trạm giao thương tại Tranquebar, Tamil Nadu (1620); Serampore, Tây Bengal (1755); Calicut, Kerala (1752) và quần đảo Nicobar (những năm 1750). Có thời điểm, các công ty Đông Ấn Đan Mạch và Thụy Điển cùng nhau nhập khẩu nhiều trà vào châu Âu hơn cả người Anh. Tuy nhiên, các trạm giao thương này dần mất đi tầm quan trọng về kinh tế và chiến lược, và Tranquebar, trạm giao thương cuối cùng của Đan Mạch-Na Uy, đã được bán cho người Anh vào ngày 16 tháng 10 năm 1868.

## Các cường quốc bên ngoài khác

### Thụy Điển
Công ty Đông Ấn Thụy Điển (1731-1813) đã sở hữu một nhà máy ở Parangipettai trong một khoảng thời gian rất ngắn, chỉ khoảng một tháng vào năm 1733.

### Áo
Sự kiện Áo thực dân hóa quần đảo Nicobar (tiếng Đức: Nikobaren, được đổi tên thành quần đảo Theresia [Theresia-Inseln]) liên quan đến ba nỗ lực riêng biệt nhằm chiếm đóng và định cư trên quần đảo Nicobar bởi chế độ quân chủ Habsburg, và sau này là Đế quốc Áo, trong khoảng thời gian từ năm 1778 đến 1886. Trong giai đoạn Áo thực dân hóa, quần đảo Nicobar trước đó đã từng bị Đan Mạch chiếm đóng vào năm 1756 nhưng sau đó bị bỏ hoang do nhiều đợt bùng phát bệnh sốt rét.

### Nhật Bản
Quần đảo Andaman và Nicobar đã bị Đế quốc Nhật Bản chiếm đóng trong một thời gian ngắn trong Thế chiến II.

## Chiến tranh

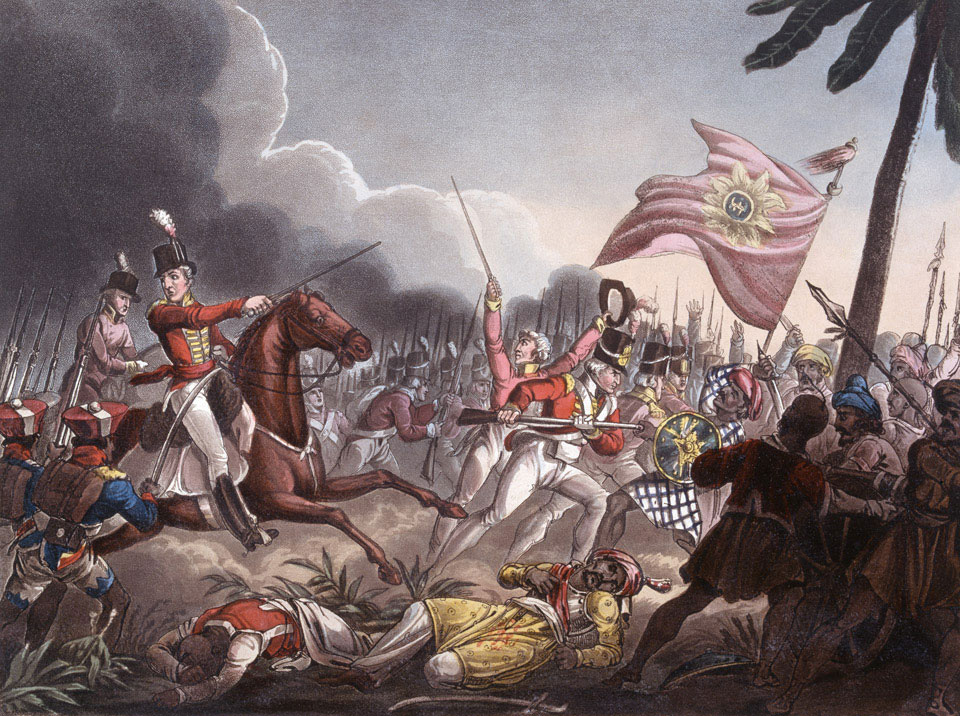
Thiếu tướng Wellesley chỉ huy quân đội trong Trận Assaye, 1803

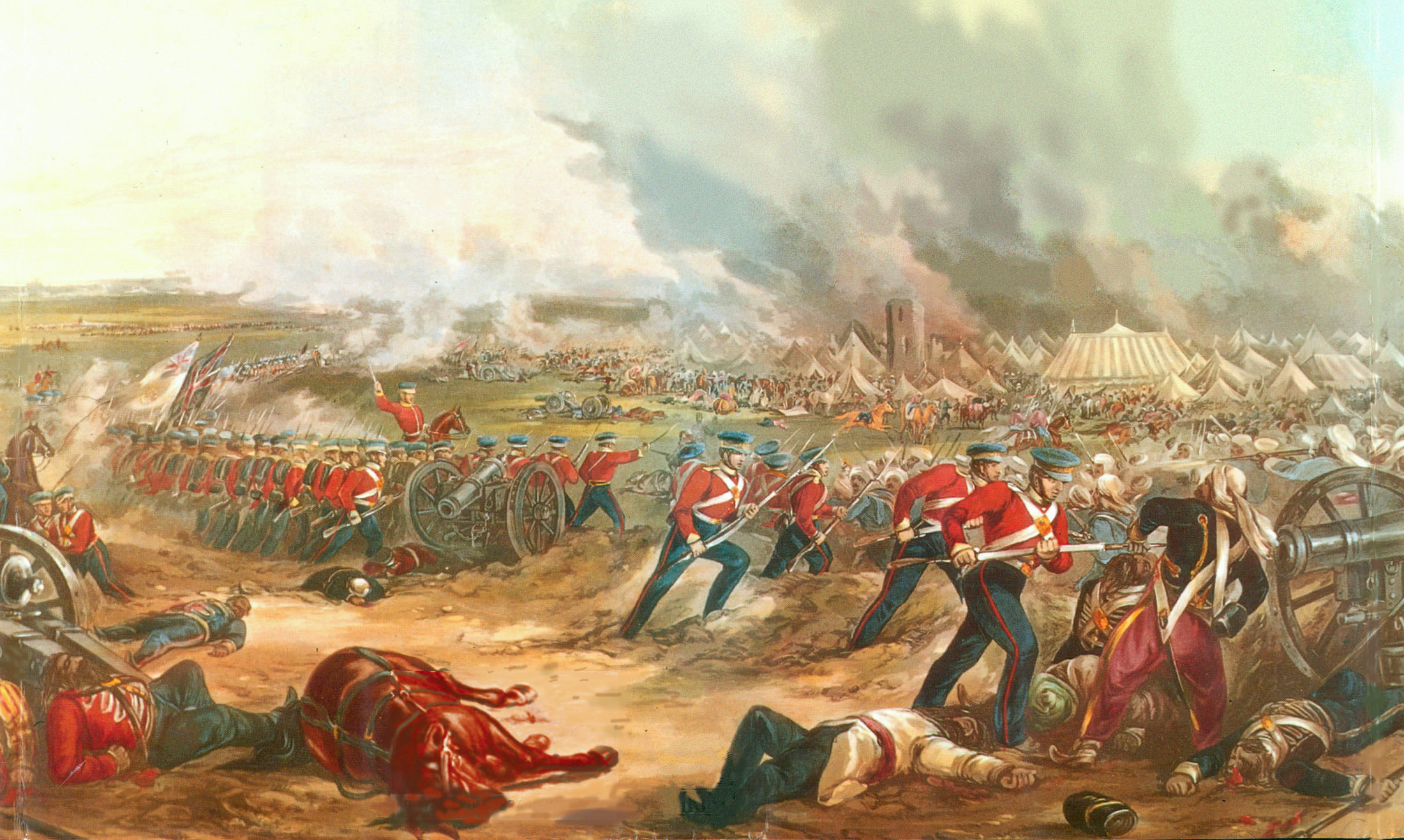
Trận Ferozeshah trong Chiến tranh Anh-Sikh lần thứ nhất, 1845

Các cuộc chiến tranh diễn ra liên quan đến Công ty Đông Ấn Anh hoặc Ấn Độ thuộc Anh trong thời kỳ thuộc địa:
- Chiến tranh Afghanistan-Anh
- Chiến tranh Anh-Miến
- Chiến tranh Anh-Manipur
- Chiến tranh Anh-Maratha
- Chiến tranh Anh-Marri
- Chiến tranh Anh-Mysore
- Chiến tranh Anh-Nepal (Gorkha War)
- Chiến tranh Anh-Sikh
- Anh chinh phạt Sindh
- Khởi nghĩa Ấn Độ 1857
- Chiến tranh Polygar
- Thế chiến I: xem Quân đội Ấn Độ trong Thế chiến I, Ném bom Madras
- Thế chiến II: xem Quân đội Ấn Độ trong Thế chiến II